# Holton, Kansas
Holton là một thành phố thuộc quận Jackson, tiểu bang Kansas, Hoa Kỳ. Năm 2010, dân số của xã này là 3329 người.

## Dân số
Dân số các năm:
- Năm 2000: 3353 người
- Năm 2010: 3329 người